# Международно летище Хонконг
Международно летище Хонконг (на английски: Hong Kong International Airport; на кантонски: 香港國際機場) е главното летище на Хонконг, построено върху изкуствено разширения остров Чеклапкок. Поради тази причина, то понякога се нарича и летище Чеклапкок, за да се отличава от предшественика на летището, бившето летище Кайтак.
Летището работи от 1998 г. и е важен транспортен център, осъществяващ връзка с Китай (45 дестинации) и други държави в Азия. Това е най-натовареното товарно летище на света и едно от най-натоварените пътнически такива. То е дом и на един от най-големите пътнически терминали в света.
Летището се управлява от правителството на Хонгконг е главният хъб на националния превозвач Cathay Pacific, Cathay Dragon, Hong Kong Airlines, HK Express и Air Hong Kong (товарен).
Летището има голям икономически принос за региона, предоставяйки работа на 65 000 служители. Над 100 авиолинии предоставят превози от летището до над 180 градове по света. През 2015 г. през него минават 68,5 милиона пътници, което го прави в 8-ото най-натоварено летище в света по пътнически трафик.

## История
Летището Чеклапкок е проектирано като заместител на летище Кайтак (по това време официалното международно летище на Хонконг), построено през 1925 г. Разположено в гъсто застроения район Коулун и само с една писта, простираща се в залива Коулун, Кайтак има много малко място за разширение, което е нужно за справяне с постепенно увеличаващия се въздушен трафик. Към края на 1990-те години Кайтак вече се е превърнало в едно от най-натоварените летища на света, като многократно надхвърля проектирания си капацитет за годишен пътнически и товарен поток. В резултат на това, всеки трети полет търпи закъснение, главно поради липсата на пространство за самолетите, недостига на гейтове и втора писта. Освен това, мерките за ограничаване на шумовото замърсяване (надхвърлящо 105 dB(A) в Коулун) изискват забрана на нощните полети, което значително ограничава пътникопотока.
Местните власти започват проучване още през 1974 г., което установява, че малкият остров Чеклапкок, близо до Лантау, може да служи като възможно място за построяване на летище. По този начин, въздушните пътища се изместват далеч от гъсто населените градски райони. Проучването и проектирането на летище при Чеклапкок завършват през 1982 – 1983 г. Правителството, обаче, замразява проекта през февруари 1983 г., поради финансови и икономически причини. Той е преразгледан отново през 1989 г., когато е решено да бъде построено новото летище, вместо да се разширява Кайтак.
Строителството започва през 1991 г. Целта е то да бъде завършено преди преминаването на Хонконг под китайска власт през юли 1997 г. Британският министър-председател Джон Мейджър открива моста Цинма през май 1997 г., който свързва остров Лантау и летището с централните части на Хонконг. Строителството на летището, обаче, е завършено на 2 юли 1998 г., каквито са и първоначалните прогнози на специалистите. Открито е официално от китайския президент Дзян Дзъмин.
Строителството приключва много бързо, макар специалистите да считат, че при нормални обстоятелства ще са нужни между 10 и 20 години за приключването му. Един фактор за тази забързаност е неясното бъдеще на летището, след като Хонконг бъде предаден на Китай. Самото правителство на Китай възразява срещу построяването му. Строителството е част от цяла програма, която включва още построяването на нови пътища и железници до него, заедно с мостовете и тунелите им. Проектът е оценен като най-скъпият летищен проект в историята, според Световните рекорди на Гинес.
Международно летище Хонконг е построено върху голям изкуствен остров, образуван от изравняването на островите Чеклапкок и Ламчау, чиято първоначална площ е съответно 3,02 km2 и 0,08 km2. Те са изкуствено разширени с още 9,38 km2. Изкуствената площ на летището добавя около 1% към общата площ на Хонгконг.
Летището официално започва работа на 6 юли 1998 г., с полет 899 на Cathay Pacific от Рим, който каца на летището в 6:25 часа сутринта. все пак, първият ден е белязан от технически проблеми. Освен забавянията на пътническите полети, възниква проблем с базата данни на товарните превози. През следващите 3 месеца летището страда от тежки организационни и технически проблеми, които сериозно пречат на работата на летището. Основен виновник се оказват компютърните проблеми. Междувременно, правителството на Хонконг отваря наново товарния терминал на летище Кайтак, за да могат да продължават превозите. След шест месеца летище Чеклапкок най-накрая заработва нормално. Вторият терминал на летището отваря през юни 2007 г.
През август 2019 г. летището е затваряно на няколко пъти, тъй като в него се провеждат големи протести против законопроект за екстрадициите. В резултат на тях, 160 полета са отменени.